# Инджян, Хорен Симонович
Хорен Симонович Инджян (арм. Խորեն Ինջյան, англ. Khoren Indjian; 11 июля 1957, Ереван, Армянская ССР — 11 сентября 2024) — советский боксёр, чемпион СССР в тяжёлом весе (1979), бронзовый призёр чемпионата Европы в супертяжёлом весе (1979). Мастер спорта СССР международного класса (1979).

## Биография
Хорен Инджян (Инджеян) родился 11 июля 1957 года в Ереване. Начал заниматься боксом в возрасте 16 лет под руководством Левона (Лёвы) Оганесяна. В 1976 году был чемпионом СССР и чемпионом Европы среди молодёжи (до 20 лет). По ходу молодёжного чемпионата Европы, проходившего в Измире (Турция), одержал 4 досрочные победы над соперниками из ФРГ, Франции, Югославии и ГДР.
Наиболее значимых успехов в своей спортивной карьере добивался в 1979 году. В мае этого года был включён в состав сборной СССР на чемпионате Европы в Кёльне, где дойдя до полуфинала стал бронзовым призёром. Летом выиграл чемпионат СССР и золотую медаль VII Спартакиады народов СССР, в рамках которой он проводился. В октябре принял участие в первом розыгрыше Кубка мира в Нью-Йорке и дошёл до финала этих соревнований, где уступил известному американскому боксёру Тони Таббсу.
В 1983 году завершил свою карьеру в любительском боксе. С 1990 года жил в Лос-Анджелесе (США). В 1995—1997 годах выступал на профессиональном ринге. В дальнейшем занялся предпринимательской деятельностью.
Умер 11 сентября 2024 года в возрасте 67 лет.